# アシスト (タクシー)
株式会社アシストは、東京都墨田区東墨田を拠点に輸送、タクシー、飲食店事業などを展開する会社である。創業者は山中達夫。

## タクシー事業
1997年（平成9年）、初乗り500円の「ワンコインタクシー」として事業開始し、開業当初の車両はマツダ・デミオとトヨタ・ファンカーゴを使用していた。
燃料価格の高騰と車両のグレードアップを理由に、2006年（平成18年）10月中旬から初乗り運賃を640円へ値上げし、深夜早朝割増運賃を撤廃する運賃改定を発表し、関東運輸局に申請。これと同時に車種をトヨタ・コンフォートSGに統一。初乗り運賃の値上げに伴い、同社タクシーのシンボルであった屋根の500円玉マークの行灯は撤去され、黒地に緑文字の"assist"の行灯に変更した。
2008年（平成20年）5月には、東京のタクシーの小型区分の廃止により全車初乗り700円深夜早朝割増無しに統一した。同年9月には有限会社ドリームインキュベーター（旧山中興業）と業務提携し、料金・無線・車両をアシストと共通化してグループ会社として営業を行っている。2014年（平成26年）4月の消費税率変更に伴い、初乗り運賃を東京地区標準の730円に改定。
現在の主力車種はトヨタ・プリウスからトヨタ・ジャパンタクシーに移行しており、他にはコンフォートSG・車椅子スロープ付きユニバーサルタクシーの代替として導入されたトヨタ・クラウンコンフォートウェルキャブ（後席回転シート）仕様が在籍している。
2008年頃までに東京地区の同業他社95%が禁煙車にしたが、同社は2015年現在も全車喫煙可能である（ただし、2017年頃より加熱式のみとなった）。

### 沿革
- 1990年 - 山中が赤帽アシストの運転手として、東村山市に事業所を置き、同市の生活協同組合の配送業務を担当。
- 1995年 - 株式会社コープシステムサービスとして設立するも、すぐに株式会社アシストに変更。
- 1997年 - タクシー参入準備として、一般旅客自動車運輸事業免許を取得。
- 1998年 - 足立区西新井に西新井営業所を開設し、タクシー営業を開始する。
- 2000年 - 千石営業所を開設。
- 2002年 - 墨田営業所を開設。
- 2003年 - 三鷹営業所を開設。
- 2004年 - 千石営業所が移転、潮見営業所に改称。
- 2019年 - DiDiモビリティジャパンが提供するスマートフォン用タクシー配車アプリ「DiDi」を導入[1]。

### 営業所
- 墨田（墨田区東墨田）
- 西新井（足立区西新井）
- 三鷹（三鷹市井口）
- 潮見（江東区潮見）
- ドリームインキュベーター（足立区西新井）※ 堀紘一の経営する会社とは無関係。

## 飲食店
- グリルバー升屋品川店（港区港南）
- 土間土間八重洲店（中央区日本橋）
- 土間土間恵比寿店（渋谷区恵比寿西）
- 土間土間行徳店（千葉県市川市行徳駅前）
- 土間土間千葉ピーアーク店（千葉県千葉市中央区富士見）
- 土間土間船橋店（千葉県船橋市本町）
- 土間土間沖縄新都心店（沖縄県那覇市おもろまち）
- ふらんす亭新百合ヶ丘ビブレ店（神奈川県川崎市麻生区上麻生）
- ふらんす亭ダイス川崎店（神奈川県川崎市川崎区駅前本町）
- ふらんす亭イトーヨーカドー立場店（神奈川県横浜市泉区中田西）
- おだいどこ はなれ錦糸町店（墨田区江東橋）
- 浪速ひとくち餃子 餃々築地店（中央区築地）
- ちゃきちゃき丸の内店（愛知県名古屋市中区丸ノ内）
- ちゃきちゃき伏見店（愛知県名古屋市中区錦）
- ラケル南大沢店（八王子市南大沢）
- コメダ珈琲店葛飾東水元店（葛飾区東水元）
- コメダ珈琲店足立竹の塚店（足立区竹の塚）
- コメダ珈琲店亀有駅前店（葛飾区亀有）
- まいどおおきに食堂神奈川名古木食堂（神奈川県秦野市名古木）
- まいどおおきに食堂海老名河原口食堂（神奈川県海老名市河原口）
- まいどおおきに食堂新浦安食堂（千葉県浦安市鉄鋼通り）